# Lightning (ソフトウェア)
Lightning（ライトニング）はMozilla Foundationがオープンソースで開発を進めていたスケジュール管理ソフトである。Mozilla ThunderbirdおよびSeaMonkey用の拡張機能として開発されていた。2006年3月にバージョン 0.1 がリリースされ、2007年2月に0.3.1がリリースされた。以後はMozilla Sunbirdと並行して開発が進められたが、Sunbirdが打ち切りとなり、開発リソースはLightningへの一本化が行われた。バージョン78以降、Mozilla Thunderbirdに機能が統合されている。SeaMonkeyにはLightningが初めから含まれている。

## 特徴
Thunderbirdと連携していることにより、電子メールで受け取ったiMIPイベントを容易にカレンダーに追加することが可能である。
また、WCAPをサポートした機能強化版も存在する。
iCal形式、CSV形式のファイルのインポート、エクスポートが可能である。WebDAV、CalDAVに対応しており、ローカルだけでなくネットワーク上のカレンダーを読み書きすることもできる。
2006年10月リリースのバージョン 0.3ではGeckoのバージョンを1.9a1に変更し、オプションの画面やアドオンの管理機能など複数の点が新しくなっている。また、このバージョンよりIntel Macに対応した。
2007年3月リリースのバージョン 0.3.1では2007年からのアメリカ合衆国での夏時間の変更に対応した。これに伴いWindows版ではOSのタイムゾーン更新プログラムを導入する必要がある。
2007年6月リリースのバージョン 0.5より、拡張機能を導入することで Googleカレンダー との同期が可能になった。また、CalDAVサポートを設定することで拡張機能を導入することなく直接Googleカレンダーと同期することも可能である。
バージョン38より、Thunderbirdに同梱されるようになった。
バージョン78では、Thunderbird本体に機能が統合され、個別にアドオンをインストールする必要がなくなった。
SeaMonkeyでは、2023年2月28日にリリースされたバージョン2.53.1から再びLightningが同梱されるようになった。